# الموسوعة الكويتية المختصرة (كتاب)
الموسوعة الكويتية المختصرة كتاب من ثلاثة أجزاء، ألفه حمد محمد السعيدان. كتب فيه كل شيء يخص دولة الكويت قديما.

## المؤلف
هو أديب ومؤرخ كويتي، وتعد الموسوعة أول إنتاج أدبي له، واستغرقت منه 7 سنوات، حيث بدأ كتابتها عام 1963 وأنهاها في 1970، وطُبعت الطبعة الأولى في بيروت عام 1970، وأُعيدت طباعتها عام 1981، كما أعادت مؤسسة الكويت للتقدم العلمي طباعتها للمرة الثالثة عام 1992 بعد وفاة المؤلف.

## أجزاء الموسوعة
الموسوعة عبارة عن ثلاثة أجزاء، كل جزء مقسم بالحروف الأبجدية، وفي كل حرف تجد الشخصيات والعادات والتقاليد والجغرافية والمناطق وحتى اللعب القديمة، وتعد مصدرا ومرجعا للأمور الشعبية الكويتية.

## وصلات خارجية
- حوار مع حمد السعيدان عن الموسوعة الكويتية المختصرة